# Novembergruppe

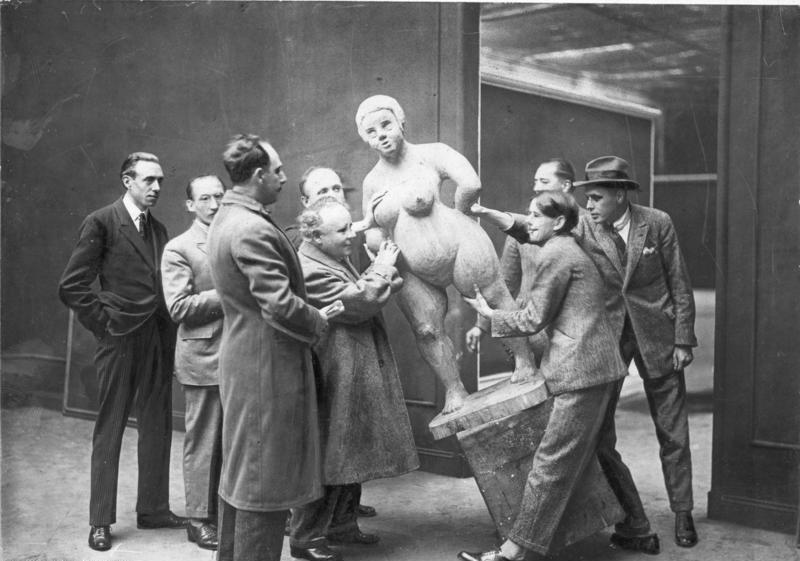
Préparation de l'ouverture de l'Exposition d'art du Grand-Berlin de juin 1924.

Le Novembergruppe (le groupe de novembre en allemand) est un groupe d’artistes, de compositeurs, d'écivains et d’architectes expressionnistes allemands qui fut actif de 1918 à 1935.

## Création
Le Novembergruppe est créé le 3 décembre 1918 en réaction à la Révolution de novembre. Le Novembergruppe rassembla dans une même esprit créatif des sculpteurs, des peintres, des architectes, des musiciens et des écrivains.
Le groupe était dirigé par Max Pechstein et César Klein. Moins lié par leur style artistique que par leurs valeurs socialistes communes, le groupe fit campagne en faveur des artistes radicaux pour qu’ils aient un plus grand poids dans les décisions concernant l’organisation des écoles d’art et les nouvelles lois en rapport à l’art. Le groupe a fusionné en décembre 1918 avec Arbeitsrat für Kunst (Assemblée des travailleurs pour l'Art).
En 1919, un certain nombre d'artistes du Novembergruppe participèrent autour de Walter Gropius à la création du Bauhaus qui fut un institut des arts et des métiers fondé à Weimar, sous le nom de "Staatliches Bauhaus". Par extension, le Bauhaus désigna un courant artistique concernant, notamment, l'architecture et le design, mais également la photographie, le costume et la danse. Le Bauhaus participa au mouvement artistique d'Avant-Garde en Allemagne.
En 1922, le groupe Novembergruppe se décentralisa et se restructura en groupes locaux. Ces membres faisaient partie de ce collectif des "artistes de pointe d'Allemagne" (Künstlergruppen fortschrittlicher Kartell en Deutschland).
Une synthèse des styles est une caractéristique du groupe, souvent désigné comme "cubo-futo-expressionnisme" (Kubofutoexpressionismus), difficile de classer un groupe aux styles aussi  disparates et rend toute classification problématique.

## Membres
(Liste non exhaustive de quelques artistes célèbres (architectes, écrivains, musiciens, peintres et sculpteurs) membres du Novembergruppe, classés par ordre alphabétique).
- Rudolf Belling;
- Alban Berg;
- Bertolt Brecht;
- Max Butting;
- Heinrich Campendonk;
- Otto Dix;
- Lyonel Feininger;
- Otto Freundlich;
- Walter Gropius;
- George Grosz;
- Raoul  Hausmann;
- John Heartfield;
- Katharina Heise;
- Hannah Höch;
- Vassily Kandinsky;
- Paul Klee;
- Käthe Kollwitz;
- Erich Mendelsohn;
- Ludwig Mies van der Rohe;
- Élisabeth Ronget;
- Rudolf Schlichter;
- Georg Scholz;
- Hans Heinz Stuckenschmidt;
- Thilo Maatsch;
- Kurt Weill.